# Marriott World Trade Center

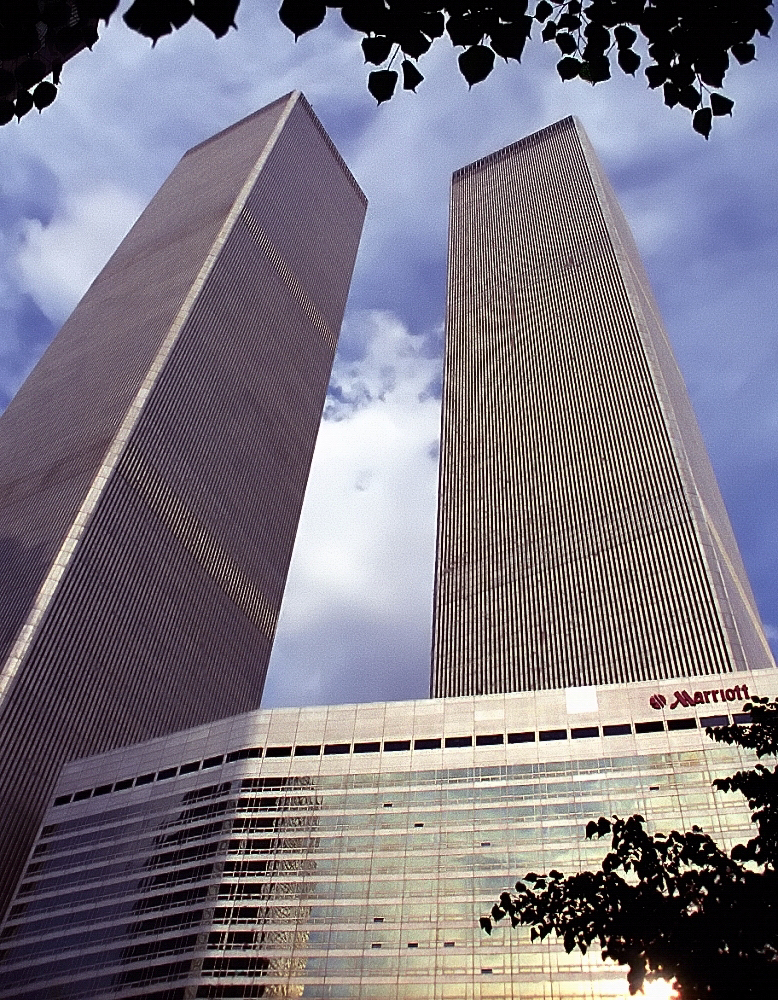
Marriott World Trade Center från väster.

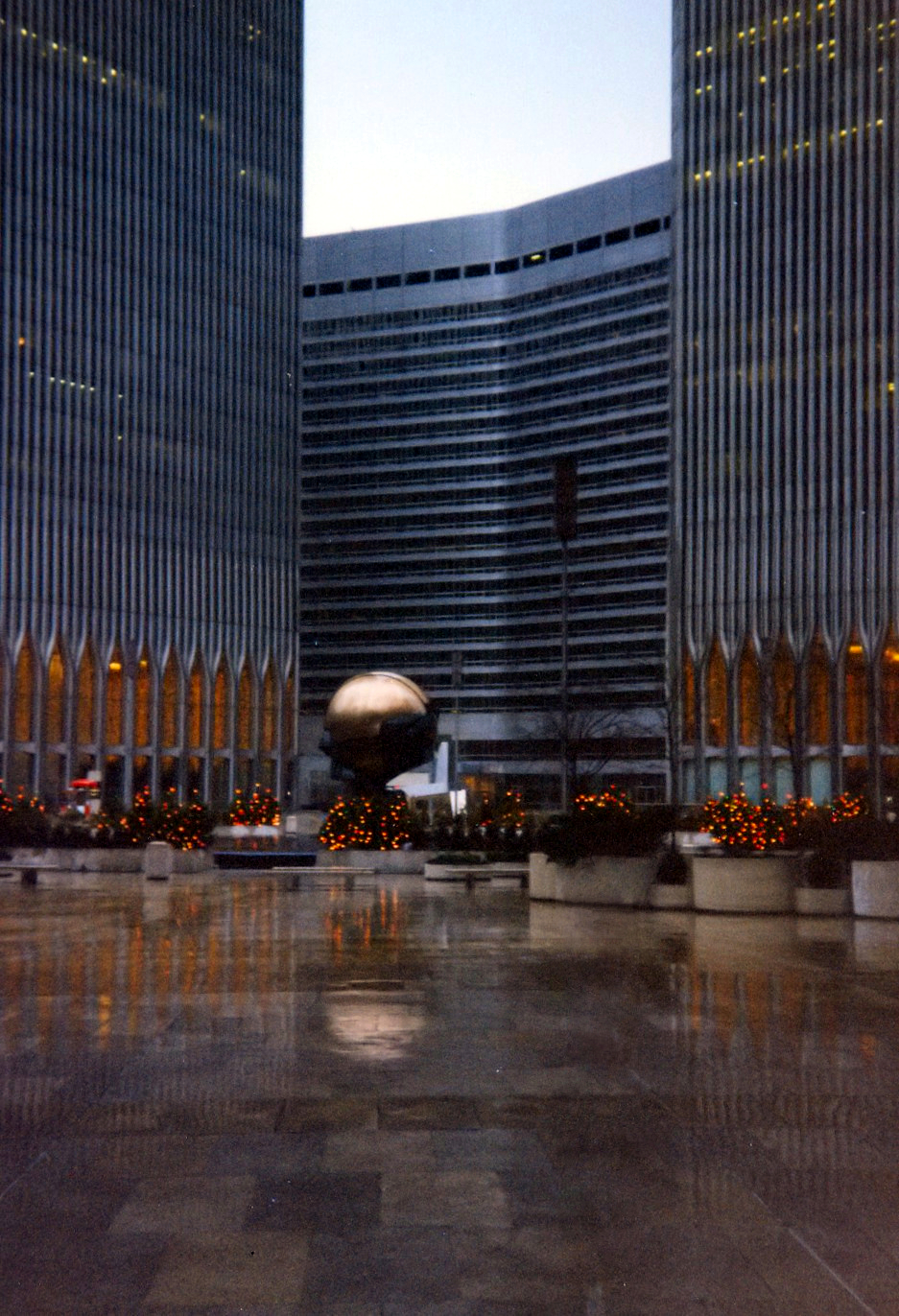
Marriott World Trade Center från öster.

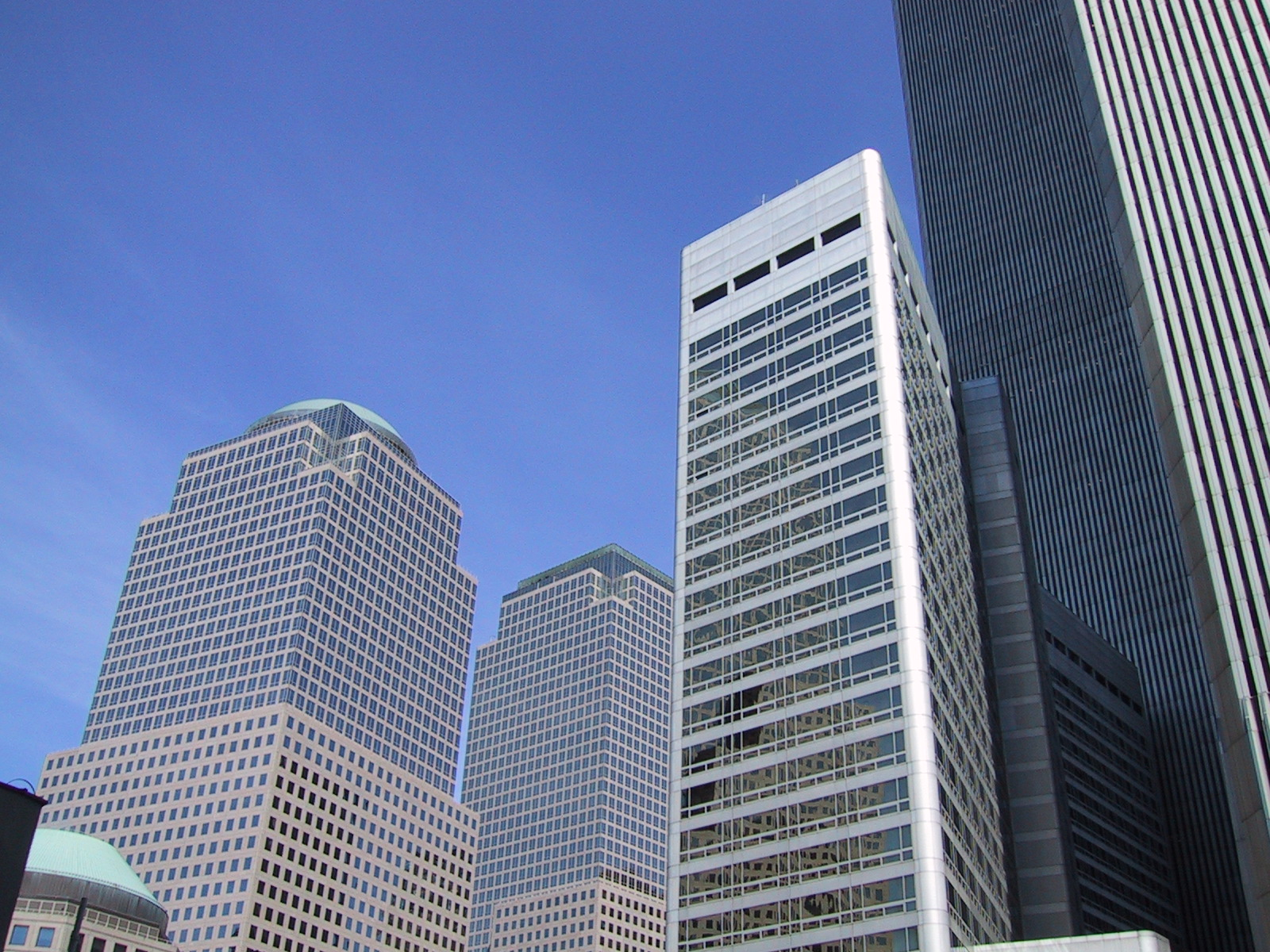
Marriott World Trade Center från söder.

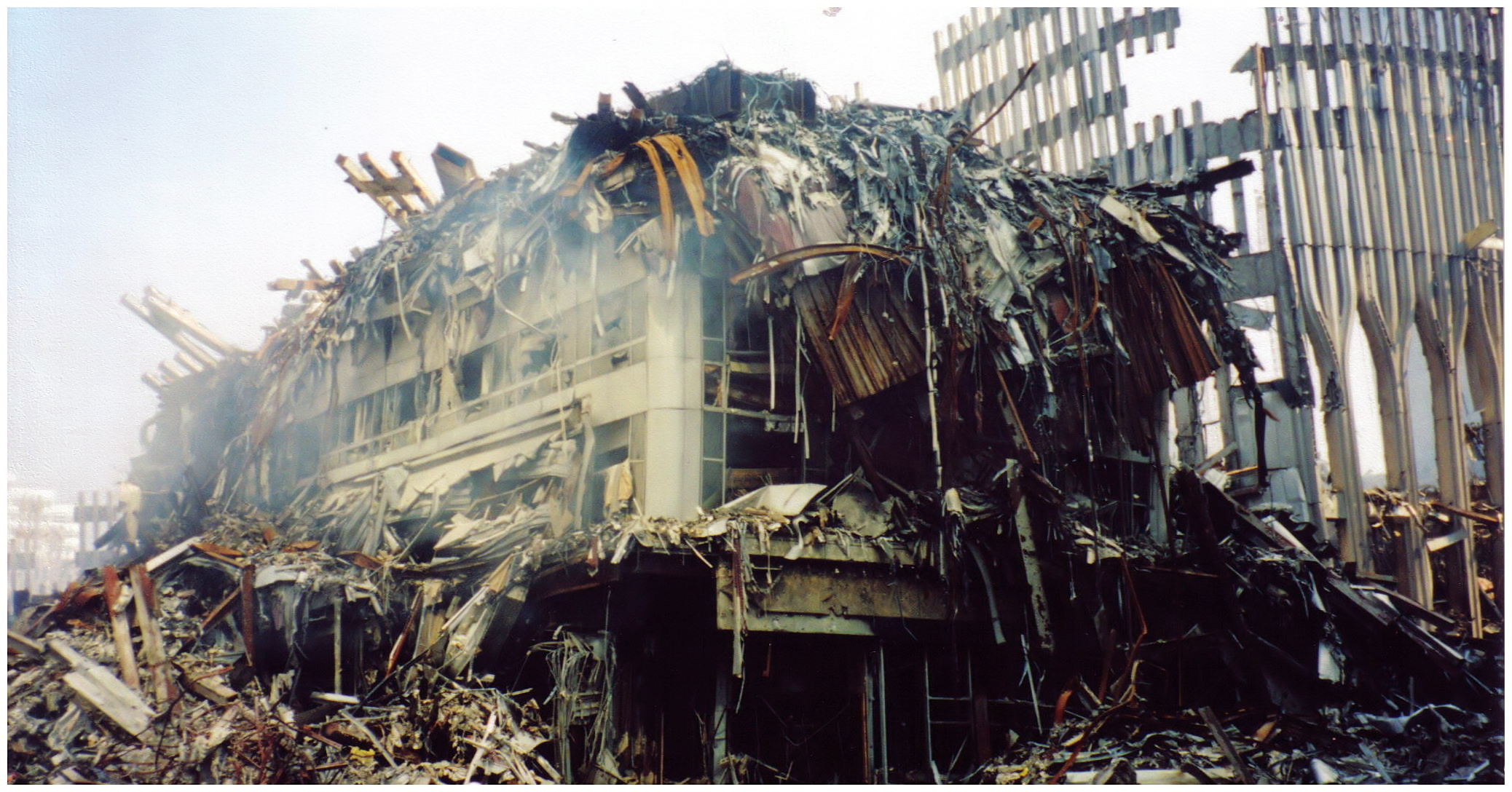
Resterna av Marriott World Trade Center efter 11 september-attackerna.

Marriott World Trade Center, 3 World Trade Center, eller bara Marriott Hotel, var en 73 meter hög hotellbyggnad med 22 våningar och 825 rum i det sydvästra hörnet av World Trade Center på nedre Manhattan i New York, USA, direkt söder om det norra tornet och direkt väster om det södra.
Byggnaden kollapsade under 11 september-attackerna i och med att stora mängder rasmassor från tvillingtornen föll ner på byggnaden.
När det södra tornet kollapsade klockan 09.59 lokal tid (EDT) klövs hotellet mitt itu, och när det norra tornet rasade klockan 10.28 lokal tid (EDT) förstördes resten av byggnaden förutom en liten bit på ungefär 4 våningar längst i söder.
Cirka 40 personer dog i hotellet när tornen rasade.
En film vid namn Hotel Ground Zero handlar om de som befann sig i hotellet under attackerna och överlevde.

## Historia
3 World Trade Center började att byggas 1979 och stod färdigt i augusti 1981 under namnet Vista Hotel. Det var det första hotellet att öppnas på nedre Manhattan sedan 1836. Hotellet bytte ägare och namn 1995.
Efter terrorattacken den 26 februari 1993 stängdes hotellet tillfälligt och återöppnades inte förrän i november 1994.
Hotellet var i full drift från november 1994 till den 11 september 2001 då det förstördes av tvillingtornens kollaps.

## Framtid
Liksom alla andra byggnader i det raserade World Trade Center så revs den resterande biten av Marriott Hotel under uppröjningsarbetet efter attackerna.
Den nya byggnaden Three World Trade Center, som är en kontorsbyggnad, stod klar under 2018.